# Franciaország az 1992. évi téli olimpiai játékokon
Franciaország az Albertville-ben megrendezett 1992. évi téli olimpiai játékok házigazda nemzeteként vett részt a versenyeken. Az országot az olimpián 12 sportágban 109 sportoló képviselte, akik összesen 9 érmet szereztek.

## Érmesek
| Érem  | Versenyző                                     | Sportág          | Versenyszám                |
| ----- | --------------------------------------------- | ---------------- | -------------------------- |
| Arany | Corinne Niogret Véronique Claudel Anne Briand | Biatlon          | Női 3 × 7,5 km váltó       |
| Arany | Fabrice Guy                                   | Északi összetett | Egyéni                     |
| Arany | Edgar Grospiron                               | Síakrobatika     | Férfi mogul                |
| Ezüst | Franck Piccard                                | Alpesisí         | Férfi lesiklás             |
| Ezüst | Carole Merle                                  | Alpesisí         | Női szuperóriás-műlesiklás |
| Ezüst | Sylvain Guillaume                             | Északi összetett | Egyéni                     |
| Ezüst | Isabelle Duchesnay Paul Duchesnay             | Műkorcsolya      | Jégtánc                    |
| Ezüst | Olivier Allamand                              | Síakrobatika     | Férfi mogul                |
| Bronz | Florence Masnada                              | Alpesisí         | Női összetett              |

## Alpesisí
Férfi
| Versenyző             | Versenyszám            | 1. futam      | 1. futam      | 2. futam      | 2. futam      | Összesítés    | Összesítés    |
| Versenyző             | Versenyszám            | Idő           | Hely.         | Idő           | Hely.         | Idő           | Helyezés      |
| --------------------- | ---------------------- | ------------- | ------------- | ------------- | ------------- | ------------- | ------------- |
| Luc Alphand           | Lesiklás               |               |               |               |               | 1:52,34       | 12.           |
| Luc Alphand           | Szuperóriás-műlesiklás |               |               |               |               | 1:15,39       | 16.           |
| Patrice Bianchi       | Műlesiklás             | nem ért célba | nem ért célba | kiesett       | kiesett       | kiesett       | kiesett       |
| Jean-Luc Crétier      | Szuperóriás-műlesiklás |               |               |               |               | 1:16,36       | 24.*          |
| Adrien Duvillard, Jr. | Lesiklás               |               |               |               |               | nem ért célba | nem ért célba |
| Stéphane Exartier     | Műlesiklás             | 58,31         | 43.           | 55,59         | 23.           | 1:53,90       | 30.           |
| Stéphane Exartier     | Óriás-műlesiklás       | 1:06,87       | 17.           | 1:03,80       | 13.           | 2:10,67       | 13.*          |
| Alain Feutrier        | Műlesiklás             | 54,50         | 21.           | nem ért célba | nem ért célba | kiesett       | kiesett       |
| Alain Feutrier        | Óriás-műlesiklás       | 1:07,11       | 20.*          | 1:04,89       | 20.           | 2:12,00       | 19.           |
| Franck Piccard        | Lesiklás               |               |               |               |               | 1:50,42       |               |
| Franck Piccard        | Óriás-műlesiklás       | 1:07,14       | 22.           | 1:04,79       | 17.           | 2:11,93       | 18.           |
| Franck Piccard        | Szuperóriás-műlesiklás |               |               |               |               | nem ért célba | nem ért célba |
| Denis Rey             | Lesiklás               |               |               |               |               | 1:54,28       | 27.           |
| Armand Schiele        | Szuperóriás-műlesiklás |               |               |               |               | nem ért célba | nem ért célba |
| François Simond       | Műlesiklás             | 53,88         | 15.           | 53,61         | 11.           | 1:47,49       | 12.           |

| Versenyző             | Versenyszám | Lesiklás | Lesiklás | Lesiklás | Műlesiklás | Műlesiklás | Műlesiklás | Műlesiklás | Műlesiklás | Műlesiklás | Műlesiklás | Összesítés | Összesítés |
| Versenyző             | Versenyszám | Lesiklás | Lesiklás | Lesiklás | 1. futam   | 1. futam   | 2. futam   | 2. futam   | Össz.      | Össz.      | Össz.      | Összesítés | Összesítés |
| Versenyző             | Versenyszám | Idő      | Pont     | Hely.    | Idő        | Hely.      | Idő        | Hely.      | Idő        | Pont       | Hely.      | Pont       | Helyezés   |
| --------------------- | ----------- | -------- | -------- | -------- | ---------- | ---------- | ---------- | ---------- | ---------- | ---------- | ---------- | ---------- | ---------- |
| Jean-Luc Crétier      | Összetett   | 1:46,25  | 13,05    | 9.       | 49,67      | 5.         | 52,42      | 6.         | 1:42,09    | 5,92       | 4.         | 18,97      | 4.         |
| Adrien Duvillard, Jr. | Összetett   | kizárták | kizárták | kizárták | kiesett    | kiesett    | kiesett    | kiesett    | kiesett    | kiesett    | kiesett    | kiesett    | kiesett    |
| Denis Rey             | Összetett   | kizárták | kizárták | kizárták | kiesett    | kiesett    | kiesett    | kiesett    | kiesett    | kiesett    | kiesett    | kiesett    | kiesett    |

Női
| Versenyző           | Versenyszám            | 1. futam      | 1. futam      | 2. futam      | 2. futam      | Összesítés | Összesítés |
| Versenyző           | Versenyszám            | Idő           | Hely.         | Idő           | Hely.         | Idő        | Helyezés   |
| ------------------- | ---------------------- | ------------- | ------------- | ------------- | ------------- | ---------- | ---------- |
| Régine Cavagnoud    | Lesiklás               |               |               |               |               | 1:54,94    | 17.        |
| Régine Cavagnoud    | Szuperóriás-műlesiklás |               |               |               |               | 1:26,69    | 26.        |
| Patricia Chauvet    | Műlesiklás             | 48,98         | 7.            | 44,74         | 4.            | 1:33,72    | 6.         |
| Cathy Chedal        | Lesiklás               |               |               |               |               | 1:55,91    | 22.        |
| Cathy Chedal        | Óriás-műlesiklás       | kizárták      | kizárták      | kiesett       | kiesett       | kiesett    | kiesett    |
| Cathy Chedal        | Szuperóriás-műlesiklás |               |               |               |               | 1:25,66    | 22.        |
| Béatrice Filliol    | Műlesiklás             | nem ért célba | nem ért célba | kiesett       | kiesett       | kiesett    | kiesett    |
| Marie-Pierre Gatel  | Lesiklás               |               |               |               |               | 1:56,25    | 23.        |
| Christelle Guignard | Műlesiklás             | 50,20         | 20.           | 46,11         | 13.           | 1:36,31    | 14.        |
| Christelle Guignard | Óriás-műlesiklás       | 1:08,08       | 15.           | nem ért célba | nem ért célba | kiesett    | kiesett    |
| Sophie Lefranc      | Óriás-műlesiklás       | 1:09,54       | 25.           | 1:09,13       | 18.           | 2:18,67    | 19.        |
| Florence Masnada    | Műlesiklás             | nem ért célba | nem ért célba | kiesett       | kiesett       | kiesett    | kiesett    |
| Florence Masnada    | Szuperóriás-műlesiklás |               |               |               |               | 1:25,42    | 19.        |
| Carole Merle        | Lesiklás               |               |               |               |               | 1:54,73    | 13.*       |
| Carole Merle        | Óriás-műlesiklás       | 1:06,67       | 4.            | 1:07,57       | 9.            | 2:14,24    | 6.         |
| Carole Merle        | Szuperóriás-műlesiklás |               |               |               |               | 1:22,63    |            |

| Versenyző        | Versenyszám | Lesiklás | Lesiklás | Lesiklás | Műlesiklás | Műlesiklás | Műlesiklás    | Műlesiklás    | Műlesiklás | Műlesiklás | Műlesiklás | Összesítés | Összesítés |
| Versenyző        | Versenyszám | Lesiklás | Lesiklás | Lesiklás | 1. futam   | 1. futam   | 2. futam      | 2. futam      | Össz.      | Össz.      | Össz.      | Összesítés | Összesítés |
| Versenyző        | Versenyszám | Idő      | Pont     | Hely.    | Idő        | Hely.      | Idő           | Hely.         | Idő        | Pont       | Hely.      | Pont       | Helyezés   |
| ---------------- | ----------- | -------- | -------- | -------- | ---------- | ---------- | ------------- | ------------- | ---------- | ---------- | ---------- | ---------- | ---------- |
| Régine Cavagnoud | Összetett   | 1:28,16  | 28,92    | 18.      | 35,96      | 12.        | 36,03         | 8.            | 1:11,99    | 22,21      | 10.        | 51,13      | 10.        |
| Béatrice Filliol | Összetett   | 1:30,03  | 52,23    | 26.*     | 34,23      | 1.         | nem ért célba | nem ért célba | kiesett    | kiesett    | kiesett    | kiesett    | kiesett    |
| Florence Masnada | Összetett   | 1:27,08  | 15,46    | 9.       | 35,19      | 6.         | 34,82         | 5.            | 1:10,01    | 5,92       | 5.         | 21,38      |            |

* - egy másik versenyzővel azonos eredményt ért el

## Biatlon
Férfi
| Versenyző                                                   | Versenyszám      | Lövőhiba | Időeredmény | Helyezés |
| ----------------------------------------------------------- | ---------------- | -------- | ----------- | -------- |
| Patrice Bailly-Salins                                       | 10 km sprint     | 3        | 27:49,7     | 30.      |
| Patrice Bailly-Salins                                       | 20 km egyéni     | 4        | 1:00:28,3   | 22.      |
| Xavier Blond                                                | 10 km sprint     | 3        | 28:32,8     | 45.      |
| Christian Dumont                                            | 10 km sprint     | 4        | 28:30,7     | 42.      |
| Christian Dumont                                            | 20 km egyéni     | 2        | 59:27,0     | 13.      |
| Hervé Flandin                                               | 10 km sprint     | 1        | 26:56,6     | 10.      |
| Thierry Gerbier                                             | 20 km egyéni     | 2        | 1:02:24,8   | 39.      |
| Lionel Laurent                                              | 20 km egyéni     | 4        | 1:03:10,6   | 47.      |
| Xavier Blond Thierry Gerbier Christian Dumont Hervé Flandin | 4 × 7,5 km váltó | 0        | 1:27:13,3   | 6.       |

Női
| Versenyző                                     | Versenyszám      | Lövőhiba | Időeredmény | Helyezés |
| --------------------------------------------- | ---------------- | -------- | ----------- | -------- |
| Anne Briand                                   | 7,5 km sprint    | 2        | 25:29,8     | 7.       |
| Anne Briand                                   | 15 km egyéni     | 7        | 56:05,1     | 19.      |
| Delphine Burlet                               | 7,5 km sprint    | 4        | 25:50,5     | 9.       |
| Delphine Burlet                               | 15 km egyéni     | 3        | 53:00,8     | 6.       |
| Véronique Claudel                             | 7,5 km sprint    | 4        | 27:04,5     | 24.      |
| Véronique Claudel                             | 15 km egyéni     | 2        | 52:21,2     | 4.       |
| Corinne Niogret                               | 7,5 km sprint    | 3        | 26:32,3     | 17.      |
| Corinne Niogret                               | 15 km egyéni     | 2        | 53:06,6     | 7.       |
| Corinne Niogret Véronique Claudel Anne Briand | 3 × 7,5 km váltó | 0        | 1:15:55,6   |          |

## Bob
| Versenyző                                                            | Versenyszám | 1. futam | 1. futam | 2. futam | 2. futam | 3. futam | 3. futam | 4. futam | 4. futam | Összesítés | Összesítés |
| Versenyző                                                            | Versenyszám | Idő      | Hely.    | Idő      | Hely.    | Idő      | Hely.    | Idő      | Hely.    | Idő        | Helyezés   |
| -------------------------------------------------------------------- | ----------- | -------- | -------- | -------- | -------- | -------- | -------- | -------- | -------- | ---------- | ---------- |
| Christophe Flacher Claude Dasse                                      | Kettes      | 1:01,13  | 16.      | 1:01,52  | 15.      | 1:01,47  | 11.      | 1:01,44  | 12.      | 4:05,56    | 14.        |
| Gabriel Fourmique Philippe Tanchon                                   | Kettes      | 1:01,19  | 18.      | 1:01,72  | 19.      | 1:01,77  | 16.*     | 1:01,70  | 14.*     | 4:06,38    | 17.        |
| Christophe Flacher Claude Dasse Thierry Tribondeau Gabriel Fourmique | Négyes      | 58,45    | 7.       | 58,79    | 7.       | 58,78    | 11.      | 58,89    | 8.**     | 3:54,91    | 8.         |
| Bruno Mingeon Stéphane Poirot Didier Stil Dominique Klinnik          | Négyes      | 59,03    | 17.      | 59,33    | 19.      | 59,52    | 20.      | 59,53    | 20.      | 3:57,41    | 18.        |

* - egy másik csapattal azonos eredményt ért el

** - két másik csapattal azonos eredményt ért el

## Északi összetett
| Versenyző                                      | Versenyszám | Síugrás | Síugrás | Síugrás    | Sífutás   | Sífutás | Összesítés | Összesítés |
| Versenyző                                      | Versenyszám | Pont    | Hely.   | Időhátrány | Idő       | Hely.   | Idő        | Helyezés   |
| ---------------------------------------------- | ----------- | ------- | ------- | ---------- | --------- | ------- | ---------- | ---------- |
| Xavier Girard                                  | Egyéni      | 199,3   | 22.     | +3:14,7    | 44:47,3   | 12.     | 48:02,0    | 13.        |
| Sylvain Guillaume                              | Egyéni      | 208,1   | 13.     | +2:16,0    | 43:00,5   | 3.      | 45:16,5    |            |
| Fabrice Guy                                    | Egyéni      | 222,1   | 3.      | +42,7      | 43:45,4   | 6.      | 44:28,1    |            |
| Francis Repellin                               | Egyéni      | 201,9   | 19.     | +2:57,4    | 47:31,0   | 28.     | 50:28,4    | 27.        |
| Francis Repellin Sylvain Guillaume Fabrice Guy | Csapat      | 578,4   | 5.      | +5:33      | 1:20:19,0 | 2.      | 1:25:52,0  | 4.         |

## Gyorskorcsolya
Férfi
| Versenyző         | Versenyszám | Eredmény | Helyezés |
| ----------------- | ----------- | -------- | -------- |
| Thierry Lamberton | 1000 m      | 1:31,64~ | 44.      |
| Thierry Lamberton | 1500 m      | 2:04,04  | 41.      |
| Thierry Lamberton | 5000 m      | 7:35,51  | 35.      |

~ - a futam során elesett

## Jégkorong
| Francia férfi jégkorongcsapat-játékoskeret                                                                                              | Francia férfi jégkorongcsapat-játékoskeret                                                                                                   | Francia férfi jégkorongcsapat-játékoskeret                                                                             |
| --- | --- | --- |
| - Peter Almasy - Mickaël Babin - Stéphane Barin - Stéphane Botteri - Philippe Bozon - Arnaud Briand - Yves Crettenand - Jean Marc Djian | - Patrick Dunn - Gérald Guennelon - Benoit Laporte - Michel Leblanc - Jean Philippe Lemoine - Fabrice Lhenry - Pascal Margerit - Denis Perez | - Serge Poudrier - Christian Pouget - Pierre Pousse - Antoine Richer - Bruno Saunier - Christophe Ville - Petri Ylonen |

### Eredmények
B csoport
| Csapat            | M | Gy | D | V | G+ | G– | Gk  | P |
| ----------------- | - | -- | - | - | -- | -- | --- | - |
| Kanada            | 5 | 4  | 0 | 1 | 28 | 9  | +19 | 8 |
| Egyesített Csapat | 5 | 4  | 0 | 1 | 32 | 10 | +22 | 8 |
| Csehszlovákia     | 5 | 4  | 0 | 1 | 25 | 15 | +10 | 8 |
| Franciaország     | 5 | 2  | 0 | 3 | 14 | 22 | –8  | 4 |
| Svájc             | 5 | 1  | 0 | 4 | 13 | 25 | –12 | 2 |
| Norvégia          | 5 | 0  | 0 | 5 | 7  | 38 | –31 | 0 |

| 1992. február 8. | Franciaország (FRA) | 2 – 3 (1–1, 0–2, 1–0) | Kanada | Méribel, Franciaország |

|  |  |  |  |  |
|  |  |  |  |  |
|  |  |  |  |  |
|  |  |  |  |  |

| 1992. február 10. | Franciaország (FRA) | 4 – 6 (2–0, 1–4, 1–2) | Csehszlovákia | Méribel, Franciaország |

|  |  |  |  |  |
|  |  |  |  |  |
|  |  |  |  |  |
|  |  |  |  |  |

| 1992. február 12. | Franciaország (FRA) | 4 – 3 (1–2, 2–1, 1–0) | Svájc | Méribel, Franciaország |

|  |  |  |  |  |
|  |  |  |  |  |
|  |  |  |  |  |
|  |  |  |  |  |

| 1992. február 14. | Franciaország (FRA) | 0 – 8 (0–2, 0–4, 0–2) | Egyesített Csapat | Méribel, Franciaország |

|  |  |  |  |  |
|  |  |  |  |  |
|  |  |  |  |  |
|  |  |  |  |  |

| 1992. február 16. | Franciaország (FRA) | 4 – 2 (1–0, 0–0, 3–2) | Norvégia | Méribel, Franciaország |

|  |  |  |  |  |
|  |  |  |  |  |
|  |  |  |  |  |
|  |  |  |  |  |

Negyeddöntő
| 1992. február 18. | Franciaország (FRA) | 1 – 4 (1–0, 0–3, 0–1) | Egyesült Államok | Méribel, Franciaország |

|  |  |  |  |  |
|  |  |  |  |  |
|  |  |  |  |  |
|  |  |  |  |  |

Az 5–8. helyért
| 1992. február 20. | Franciaország (FRA) | 4 – 5 (0–1, 3–3, 1–1) | Németország | Méribel, Franciaország |

|  |  |  |  |  |
|  |  |  |  |  |
|  |  |  |  |  |
|  |  |  |  |  |

A 7. helyért
| 1992. február 22. | Franciaország (FRA) | 1 – 4 (0–0, 0–2, 1–2) | Finnország | Méribel, Franciaország |

|  |  |  |  |  |
|  |  |  |  |  |
|  |  |  |  |  |
|  |  |  |  |  |

| Csapat        | Helyezés |
| ------------- | -------- |
| Franciaország | 8.       |

## Műkorcsolya
| Versenyző                 | Versenyszám  | Rövid program     | Rövid program | Rövid program | Kűr               | Kűr   | Kűr         | Összesítés         | Összesítés |
| Versenyző                 | Versenyszám  | Több. hely. száma | Hely.         | Hely. pont.   | Több. hely. száma | Hely. | Hely. pont. | Helyezési pontszám | Helyezés   |
| ------------------------- | ------------ | ----------------- | ------------- | ------------- | ----------------- | ----- | ----------- | ------------------ | ---------- |
| Nicolas Petorin           | Férfi egyéni | 5×15+             | 14.           | 7,0           | 5×13+             | 14.   | 14,0        | 21,0               | 14.        |
| Éric Millot               | Férfi egyéni | 5×17+             | 17.           | 8,5           | 5×12+             | 13.   | 13,0        | 21,5               | 15.        |
| Surya Bonaly              | Női egyéni   | 5×3+              | 3.            | 1,5           | 6×6+              | 6.    | 6,0         | 7,5                | 5.         |
| Laetitia Hubert           | Női egyéni   | 6×5+              | 5.            | 2,5           | 6×15+             | 15.   | 15,0        | 17,5               | 12.        |
| Lyne Haddad Sylvain Prive | Páros        | 8×16+             | 16.           | 8,0           | 8×16+             | 16.   | 16,0        | 24,0               | 16.        |

| Versenyző                         | Versenyszám | Kötelező tánc 1   | Kötelező tánc 1 | Kötelező tánc 1 | Kötelező tánc 2   | Kötelező tánc 2 | Kötelező tánc 2 | Eredeti (original) tánc | Eredeti (original) tánc | Eredeti (original) tánc | Kűr               | Kűr   | Kűr         | Összesítés         | Összesítés |
| Versenyző                         | Versenyszám | Több. hely. száma | Hely.           | Hely. pont.     | Több. hely. száma | Hely.           | Hely. pont.     | Több. hely. száma       | Hely.                   | Hely. pont.             | Több. hely. száma | Hely. | Hely. pont. | Helyezési pontszám | Helyezés   |
| --------------------------------- | ----------- | ----------------- | --------------- | --------------- | ----------------- | --------------- | --------------- | ----------------------- | ----------------------- | ----------------------- | ----------------- | ----- | ----------- | ------------------ | ---------- |
| Isabelle Duchesnay Paul Duchesnay | Jégtánc     | 5×2+              | 3.              | 0,6             | 8×3+              | 3.              | 0,6             | 8×2+                    | 2.                      | 1,2                     | 8×2+              | 2.    | 2,0         | 4,4                |            |
| Dominique Yvon Frédéric Palluél   | Jégtánc     | 8×8+              | 8.              | 1,6             | 5×8+              | 8.              | 1,6             | 7×9+                    | 9.                      | 5,4                     | 6×8+              | 8.    | 8,0         | 16,6               | 8.         |
| Sophie Moniotte Pascal Lavanchy   | Jégtánc     | 7×9+              | 9.              | 1,8             | 7×9+              | 9.              | 1,8             | 5×8+                    | 8.                      | 4,8                     | 6×9+              | 9.    | 9,0         | 17,4               | 9.         |

## Rövidpályás gyorskorcsolya
Férfi
| Versenyző                                             | Versenyszám  | Előfutam | Előfutam | Negyeddöntő | Negyeddöntő | Elődöntő | Elődöntő | B döntő | B döntő | Döntő   | Döntő   | Helyezés |
| Versenyző                                             | Versenyszám  | Idő      | Hely.    | Idő         | Hely.       | Idő      | Hely.    | Idő     | Hely.   | Idő     | Hely.   | Helyezés |
| ----------------------------------------------------- | ------------ | -------- | -------- | ----------- | ----------- | -------- | -------- | ------- | ------- | ------- | ------- | -------- |
| Marc Bella                                            | 1000 m       | 1:34,22  | 3.       | kiesett     | kiesett     | kiesett  | kiesett  | kiesett | kiesett | kiesett | kiesett | 18.      |
| Marc Bella Arnaud Drouet Rémi Ingres Claude Nicouleau | 5000 m váltó |          |          | 7:38,32     | 3.          | 7:26,09  | 3.       | 7:26,09 | 1.      |         |         | 5.       |

Női
| Versenyző                                                        | Versenyszám  | Előfutam | Előfutam | Negyeddöntő | Negyeddöntő | Elődöntő | Elődöntő | B döntő | B döntő | Döntő   | Döntő   | Helyezés |
| Versenyző                                                        | Versenyszám  | Idő      | Hely.    | Idő         | Hely.       | Idő      | Hely.    | Idő     | Hely.   | Idő     | Hely.   | Helyezés |
| ---------------------------------------------------------------- | ------------ | -------- | -------- | ----------- | ----------- | -------- | -------- | ------- | ------- | ------- | ------- | -------- |
| Karine Rubini                                                    | 500 m        | 49,25    | 2.       | 1:08,41     | 4.          | kiesett  | kiesett  | kiesett | kiesett | kiesett | kiesett | 15.      |
| Valérie Barizza Sandrine Daudet Murielle Leyssieux Karine Rubini | 3000 m váltó |          |          |             |             | 4:43,32  | 3.       | kiesett | kiesett | kiesett | kiesett | 5.       |

## Síakrobatika
Mogul
| Versenyző        | Versenyszám | Selejtező | Selejtező | Döntő   | Döntő    |
| Versenyző        | Versenyszám | Pont      | Helyezés  | Pont    | Helyezés |
| ---------------- | ----------- | --------- | --------- | ------- | -------- |
| Olivier Allamand | Férfi       | 24,96     | 2.        | 24,87   |          |
| Éric Berthon     | Férfi       | 23,41     | 8.        | 24,79   | 4.       |
| Youri Gilg       | Férfi       | 23,63     | 5.        | 22,85   | 9.       |
| Edgar Grospiron  | Férfi       | 25,23     | 1.        | 25,81   |          |
| Candice Gilg     | Női         | 8,74      | 24.       | kiesett | kiesett  |
| Raphaëlle Monod  | Női         | 24,09     | 1.        | 15,57   | 8.       |

## Sífutás
Férfi
| Versenyző                                                    | Versenyszám         | Eredmény  | Helyezés |
| ------------------------------------------------------------ | ------------------- | --------- | -------- |
| Stéphane Azambre                                             | 10 km               | 31:22,2   | 43.      |
| Stéphane Azambre                                             | 15 km üldözőverseny | 43:26,9   | 38.      |
| Stéphane Azambre                                             | 50 km               | 2:13:49,8 | 26.*     |
| Guy Balland                                                  | 30 km               | 1:30:19,6 | 37.      |
| Guy Balland                                                  | 50 km               | 2:10:40,8 | 14.      |
| Hervé Balland                                                | 50 km               | 2:07:17,7 | 5.       |
| Patrick Remy                                                 | 10 km               | 30:45,1   | 36.      |
| Patrick Remy                                                 | 15 km üldözőverseny | 42:08,5   | 22.      |
| Patrick Remy                                                 | 30 km               | 1:27:54,0 | 23.      |
| Philippe Sanchez                                             | 10 km               | 31:42,3   | 51.      |
| Philippe Sanchez                                             | 15 km üldözőverseny | 42:34,3   | 30.      |
| Cédric Vallet                                                | 10 km               | 34:35,1   | 79.      |
| Cédric Vallet                                                | 15 km üldözőverseny | 48:10,2   | 68.      |
| Patrick Remy Philippe Sanchez Stéphane Azambre Hervé Balland | 4 × 10 km váltó     | 1:44:51,1 | 8.       |

Női
| Versenyző                                                                | Versenyszám         | Eredmény      | Helyezés      |
| ------------------------------------------------------------------------ | ------------------- | ------------- | ------------- |
| Sylvie Giry-Rousset                                                      | 5 km                | 16:06,6       | 45.           |
| Sylvie Giry-Rousset                                                      | 10 km üldözőverseny | 29:46,3       | 32.           |
| Sylvie Giry-Rousset                                                      | 15 km               | 46:48,5       | 28.           |
| Sylvie Giry-Rousset                                                      | 30 km               | 1:35:08,4     | 39.           |
| Marie-Pierre Guilbaud                                                    | 5 km                | 15:53,6       | 37.           |
| Marie-Pierre Guilbaud                                                    | 10 km üldözőverseny | 31:41,3       | 46.           |
| Marie-Pierre Guilbaud                                                    | 30 km               | nem ért célba | nem ért célba |
| Isabelle Mancini                                                         | 5 km                | 15:12,1       | 22.           |
| Isabelle Mancini                                                         | 10 km üldözőverseny | 27:39,3       | 9.            |
| Isabelle Mancini                                                         | 30 km               | 1:31:03,3     | 21.           |
| Carole Stanisière                                                        | 15 km               | 47:20,1       | 32.           |
| Sophie Villeneuve                                                        | 5 km                | 16:15,0       | 49.           |
| Sophie Villeneuve                                                        | 10 km üldözőverseny | 29:28,5       | 31.           |
| Sophie Villeneuve                                                        | 30 km               | 1:30:14,5     | 18.           |
| Carole Stanisière Sylvie Giry-Rousset Sophie Villeneuve Isabelle Mancini | 4 × 5 km váltó      | 1:01:30,7     | 5.            |

* - egy másik versenyzővel azonos eredményt ért el

## Síugrás
| Versenyző                                                 | Versenyszám | 1. ugrás | 1. ugrás | 2. ugrás | 2. ugrás | Összesítés | Összesítés |
| Versenyző                                                 | Versenyszám | Pont     | Hely.    | Pont     | Hely.    | Pont       | Helyezés   |
| --------------------------------------------------------- | ----------- | -------- | -------- | -------- | -------- | ---------- | ---------- |
| Steve Delaup                                              | Normálsánc  | 92,1     | 34.      | 94,7     | 27.      | 186,8      | 32.*       |
| Steve Delaup                                              | Nagysánc    | 92,9     | 11.      | 92,7     | 7.       | 185,6      | 6.         |
| Jérôme Gay                                                | Normálsánc  | 88,7     | 45.*     | 92,2     | 34.      | 180,9      | 43.        |
| Jérôme Gay                                                | Nagysánc    | 17,0     | 58.      | 76,5     | 22.      | 93,5       | 54.        |
| Nicolas Jean-Prost                                        | Normálsánc  | 97,6     | 26.      | 98,1     | 19.*     | 195,7      | 19.        |
| Nicolas Jean-Prost                                        | Nagysánc    | 69,5     | 41.      | 35,2     | 56.      | 104,7      | 51.        |
| Didier Mollard                                            | Normálsánc  | 103,7    | 15.      | 106,0    | 4.       | 209,7      | 8.         |
| Didier Mollard                                            | Nagysánc    | 89,8     | 16.      | 42,4     | 52.      | 132,2      | 40.        |
| Jérôme Gay Didier Mollard Nicolas Jean-Prost Steve Delaup | Csapat      | 262,1    | 12.      | 248,8    | 9.       | 510,9      | 10.        |

* - egy másik versenyzővel azonos eredményt ért el

## Szánkó
| Versenyző                    | Versenyszám | 1. futam | 1. futam | 2. futam | 2. futam | 3. futam | 3. futam | 4. futam | 4. futam | Összesítés | Összesítés |
| Versenyző                    | Versenyszám | Idő      | Hely.    | Idő      | Hely.    | Idő      | Hely.    | Idő      | Hely.    | Idő        | Helyezés   |
| ---------------------------- | ----------- | -------- | -------- | -------- | -------- | -------- | -------- | -------- | -------- | ---------- | ---------- |
| Frédéric Bertrand            | Férfi egyes | 47,663   | 30.      | 47,800   | 32.      | 48,443   | 31.      | 49,050   | 32.      | 3:12,956   | 32.        |
| Yves Boyer                   | Férfi egyes | 47,378   | 29.      | 46,917   | 26.      | 47,891   | 28.      | 47,644   | 27.      | 3:09,830   | 28.        |
| Olivier Fraise               | Férfi egyes | 46,287   | 21.      | 47,278   | 30.      | 46,981   | 22.      | 46,814   | 20.      | 3:07,360   | 22.        |
| Yves Boyer Frédéric Bertrand | Kettes      | 48,847   | 20.      | 48,060   | 19.      |          |          |          |          | 1:36,907   | 19.        |